# Pingding Shan
Pingding Shan (chinesisch 平頂山) ist ein kleiner, säulenartiger Hügel mit abgeflachtem Gipfel auf King George Island im Archipel der Südlichen Shetlandinseln. Er ragt westlich der Große-Mauer-Station auf.
Chinesische Wissenschaftler benannten ihn im Zuge von Vermessungs- und Kartierungsarbeiten im Jahr 1985.